# جون روبرت كيلي
جون روبرت كيلي (بالإنجليزية: John Robert Kelly)‏ هو مسير أعمال وفلاح وجندي وسياسي أسترالي وبريطاني (وحمل سابقاً جنسية المملكة المتحدة لبريطانيا العظمى وأيرلندا)، ولد في 26 سبتمبر 1849 في أستراليا، وتوفي في 1 سبتمبر 1919. انتخب عضو مجلس النواب جنوب أستراليا من الجمعية عن دائرة Electoral district of Encounter Bay ‏ وقد انضم خلال فترته النيابية (23 أبريل 1890 – 24 أبريل 1896)  للكتلة البرلمانية مستقل.